# Брейтенбах, Брейтен
Брейтен Брейтенбах (африк. Breyten Breytenbach; 16 сентября 1939[…], Робертсон (ЮАР), ЮАР — 24 ноября 2024[…], XIV округ Парижа) — южноафриканский писатель и художник, одна из крупнейших фигур африканской культуры. Писал на африкаанс и английском языке, гражданин Франции.

## Биография
Изучал искусство в Кейптаунском университете на факультете африкаанс и голландского языка, а также в его художественной школе. Активно выступал против политики апартеида. В начале 1960-х переехал во Францию, женился на француженке вьетнамского происхождения, что — по тогдашним расовым законам его родины, запрещавшим отношения с лицом другой расы, — приравнивалось к государственному преступлению.
Во Франции основал группу сопротивления апартеиду Okhela, называя режим ЮАР террористическим и призывая к большей поддержке освободительных движений. В статье для органа АНК открыто выступал за революционное свержение южноафриканского правительства. Был почётным заместителем председателя (1971) и почётным президентом (1974) Национального союза южноафриканских студентов.
Во время нелегального приезда в ЮАР в 1975 году был арестован, обвинён в терроризме и приговорён к 7 годам тюрьмы. Брейтенбаха снова судили в 1977 году по новым надуманным обвинениям, в том числе в том, что он якобы планировал атаку подводной лодки советского флота на тюрьму на острове Роббен, но в итоге судья признал его виновным только в контрабанде писем и стихов из тюрьмы, за что оштрафовал на 50 долларов. После международного вмешательства был освобождён (1982), получил французское гражданство.
В последние годы жил в Европе, Африке и США. Преподавал в университете Кейптауна, в Институте Гори в Дакаре и в Нью-Йоркском университете. Выставки живописи Брейтенбаха проходили в Йоханнесбурге, Кейптауне, Гонконге, Амстердаме, Стокгольме, Париже, Брюсселе, Эдинбурге, Нью-Йорке.
Умер в Париже, Франция, 24 ноября 2024 года в возрасте 85 лет.
Братья: военный корреспондент Клут Брейтенбах (1933—2019) и полковник армии ЮАР (в отставке) Ян Брейтенбах (1932 — 16 июня 2024), участник войны в Анголе, один из создателей сил специального назначения ЮАР и отдельного штурмового батальона «Буффало», придерживавшийся диаметрально противоположных политических взглядов.

## Произведения

### Поэзия
- Die ysterkoei moet sweet / Железная корова должна потеть (1964)
- Die huis van die dowe / Дом глухого (1967)
- Kouevuur / Гангрена (1969)
- Lotus / Лотос (1970)
- Oorblyfsels / Останки (1970)
- Skryt. Om `n sinkende skip blou te verf / Скрейт. Нарисовать тонущий корабль голубой краской (1972)
- Met ander woorde / Иными словами (1973)
- Voetskrif / Письмо ногой (1976)
- Sinking Ship Blues / Блюз тонущего корабля (1977)
- And Death White as Words (1978, антология)
- In Africa even the flies are happy / В Африке даже мухи счастливы (1978)
- Blomskryf / Письмо цветком (1979)
- Eklips / Затмение (1983)
- Buffalo Bill / Баффало Билли (1984)
- Lewendood / Живые трупы (1985)
- Judas Eye / Глаз Иуды (1989)
- Soos die so / Как будто бы (1990)
- Nege landskappe van ons tye bemaak aan 'n beminde / Девять пейзажей нашего времени, завещанных любимой (1993)
- Die hand vol vere / Горстка перьев (1995)
- The Remains. An Elegy / Останки. Элегия (1997)
- Papierblom / Бумажный цветок (1998)
- Lady One (2000)
- Ysterkoei-blues / Блюз железной коровы (2001)
- Lady One: Of Love and other Poems (2002)
- Die ongedanste dans. Gevangenisgedigte 1975—1983 / Нестанцованный танец. Тюремные стихи 1975—1983 (2005)
- die windvanger / ветролов (2007)
- Voice Over: A Nomadic Conversation with Mahmoud Darwish (2009)

### Проза
- Katastrofes / Катастрофы (1964, новеллы)
- Om te vlie / Улететь (1971, роман)
- De boom achter de maan / Дерево позади луны (1974, новеллы)
- Die miernes swell op… / Муравейник разбухает… (1980, новеллы)
- Een seizoen in het paradijs / Лето в раю (1980, роман)
- Mouroir: Mirror Notes of a Novel (1983, заметки к роману)
- The True Confessions of an Albino Terrorist / Истинная исповедь террориста-альбиноса (1983)
- Spiegeldood / Зеркало смерти (1984, новеллы)
- End Papers (1985, эссе)
- Memory of Snow and of Dust / Воспоминание о снеге и пыли (1987, роман)
- Boek. Deel een / Книга. Часть первая (1987, эссе)
- All One Horse. Fiction and Images (1989)
- Hart-Lam / Предмет любви (1991, эссе)
- Return to Paradise. An African journal (1992)
- The Memory of Birds in Times of Revolution (1996, эссе)
- Dog Heart. A travel memoir (1998)
- Woordwerk / Словодело (1999)
- A veil of footsteps (2008)
- All One Horse (2008)
- Intimate Stranger (2009)
- Notes From The Middle World (2009, эссе)

## Публикации на русском языке
- [lib.ru/POEZIQ/BREJTENBAH/pulemet.txt Не пером, но пулемётом. Стихотворения Б. Брейтенбаха в переводах Евг. Витковского]
- Брейтен Брейтенбах в «Журнальном зале»

## Признание
Брейтенбах — лауреат ряда крупных южноафриканских и нидерландских литературных премий. Премия Макса Жакоба (Франция, 2010). Произведения Брейтенбаха переведены на многие языки мира; основной переводчик на русский язык — Евгений Витковский (более десятка публикаций начиная с 1975).